# Presswerk (Optische Datenträger)

DVD-Replikationsstraße

Ein Presswerk ist eine industrielle Anlage zur Serienherstellung von optischen Datenträgern wie CDs oder DVDs.
Als Ausgangsformat für das Premastering dienen hierzu im Allgemeinen beschreibbare optische Datenträger (CD-R, DVD±R) oder Magnetbänder im DLT-Format.
Die Fertigung erfolgt hierbei im Spritzprägen (ein Spritzgussverfahren), wobei flüssiges Polycarbonat über eine Hochdruckpresse in eine Form gespritzt wird, die den zuvor im Rahmen des Masterings erstellten Stamper als Matrize verwendet. Anschließend werden die optischen Datenträger mit einer Aluminiumschicht überzogen (besputtert bzw. metallisiert) und mit einer Lackschicht versiegelt, die unter UV-Licht getrocknet wird. Die Datenträger sind danach bereit zum Bedrucken und bereits abspielbar.
Die Vervielfältigung in einem Presswerk fällt unter den Begriff Replikation. Im Gegensatz dazu versteht man unter einem Kopierwerk den Ort der Duplikation optischer Datenträger mit Hilfe von Brennern.
Während es nur eine überschaubare Anzahl von Presswerken gibt, trifft man auf der Suche nach einem geeigneten Anbieter zumeist auf sogenannte CD-Agenturen, die als Broker agieren. Dank einer relativ großen Jahresabnahmemenge bekommen diese Akteure von den Presswerken einen Rabatt, der ihren Gewinn ausmacht. Bei kleineren Stückzahlen bis hin zu einigen tausend ist es für den Endverbraucher preislich zumeist günstiger, sich an einen Broker, als direkt an ein Presswerk zu wenden.